# SPARK (fusée)
Pour les articles homonymes, voir Spark.
SPARK (Spaceborne Payload Assist Rocket - Kauai) ou Super Strypi est un petit lanceur américain à propergol solide développé en collaboration par l'université d'Hawaï, les Laboratoires Sandia et Aerojet et dont le premier tir a eu lieu en novembre 2015. Il dérive de la fusée-sonde Strypi développée dans les années 1960 pour lancer des charges utiles scientifiques dans le cadre de vols suborbitaux et tester des armes nucléaires. SPARK doit permettre de lancer des petits satellites en orbite héliosynchrone d'une masse maximale de 275 kg. Ce lanceur fait partie du programme LEONIDAS des Forces armées des États-Unis dont l'objectif est de disposer d'un lanceur pour mettre en orbite de petits satellites avec une période de préparation courte.

## Historique
Le développement du lanceur a débuté en 2010 avec pour objectif d'effectuer un premier vol en 2013 mais des problèmes techniques ont entrainé le report de cette échéance. Le lanceur est développé sous la maitrise d'ouvrage du Operationally Responsive Space Office, une structure du département de la Défense des États-Unis qui a fait appel à Aerojet pour les étages propulsifs et aux Laboratoires Sandia pour les systèmes embarqués ainsi qu'à l'université d'Hawaï. Le coût de développement en incluant la fabrication du premier exemplaire du lanceur est évalué à 45 millions de dollars américains. Le coût de commercialisation d'un vol est annoncé à 15 millions de dollars. Les premiers tests sur banc d'essai du 2e étage ont eu lieu en 2012 suivis par les tests du 3e étage en 2013 et du 1er étage en 2014. L'Armée de l'Air américaine fournit les prestations de lancement qui doit s'effectuer depuis la base de lancement de Vandenberg et au Pacific Missile Range Facility à Barking Sands (Hawaï).

## Caractéristiques techniques
SPARK est une fusée d'une masse d'environ 25 tonnes, longue de 18 mètres et d'un diamètre de 1,32 mètre qui comporte trois étages à propergol solide,, : 
- Le premier étage LEO-46 génère une poussée au décollage de 136 tonnes. La fusée décolle depuis un rail de lancement orientable qui permet de tirer la fusée vers le bon azimut. De manière inhabituelle pour un lanceur cet étage est stabilisé par rotation (2,5 tours par seconde) et dispose de quatre ailerons contribuant également à stabiliser le vol à basse vitesse. Ces deux particularités, qui permettent d'abaisser les coûts, sont un héritage de la fusée sonde dont le lanceur dérive. Le premier étage fonctionne durant 73 secondes et sa masse est d'environ 20,5 tonnes.
- les deux étages supérieurs disposent d'un système de contrôle d'attitude actif reposant sur des moteurs à gaz froid. Le deuxième étage LEO-7 est largement basé sur l'étage Orbus-7S utilisé dans les années 1980 et 1990 comme moteur d'étage supérieur pour le lancement de satellites en orbite géostationnaire. L'Orbus avait été lui-même développé à partir du 3e étage du missile balistique Minuteman 3. Il mesure 2,27 m de long pour 1,32 mètre de diamètre et pèse environ 3,55 tonnes dont 3,35 tonnes de propergol. La poussée moyenne est de 153 kN.
- Le troisième étage LEO-1 est un étage Orbus-1S développé par les Laboratoires Sandia pour des projets antérieurs et adapté pour répondre aux besoins du lanceur. Son diamètre a été réduit à 0,69 mètre et il est long de 1,25 mètre. Avec une masse de 475 kg il fournit une poussée de 30,4 kN durant 39 secondes. Il est enfermé avec la charge utile dans une coiffe de 1,32 mètre de diamètre.

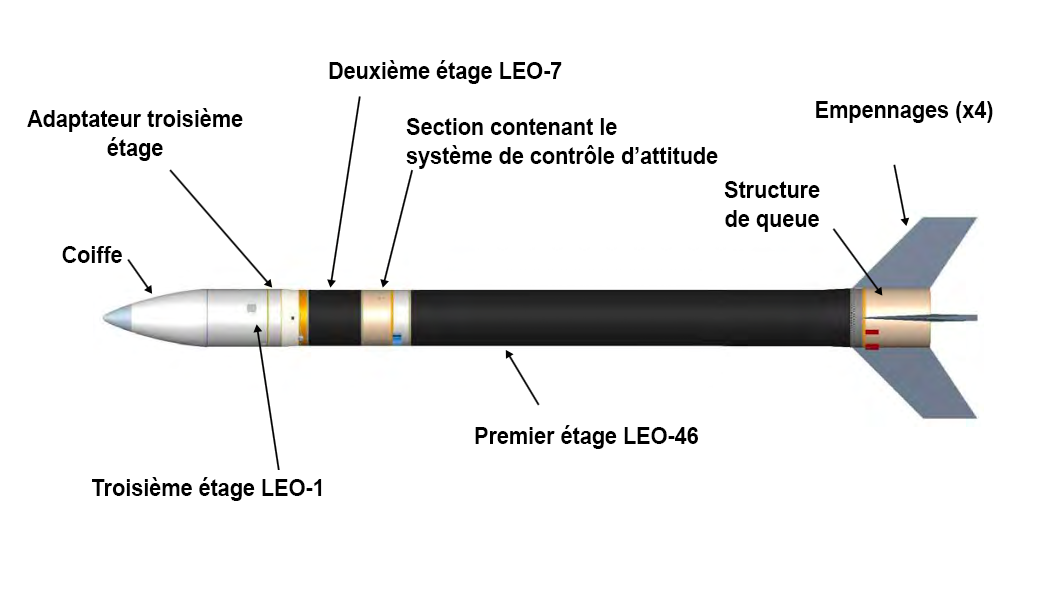
Schéma du lanceur.

## Lancements

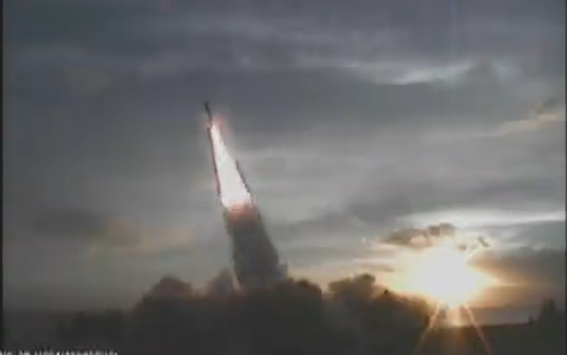
Lancement le 4 novembre, avant la destruction du lanceur.

Le lanceur est tiré depuis l'installation militaire du Pacific Missile Range Facility situé à Barking Sands sur l'ile de Kauai dans l'archipel d'Hawaï. Le premier lancement, baptisé ORS-4 et planifié initialement en janvier 2015, devait placer sur une orbite héliosynchrone le satellite HawaiiSat-1 (55 kg) développé par l'université d’Hawaï et douze autres nanosatellites de format CubeSat,. Le premier vol, qui a eu lieu le 4 novembre 2015 est un échec dû à une défaillance du premier étage du lanceur. Le lanceur s'est mis à osciller de manière incontrôlable moins d'une minute après le décollage avant de se briser.